# Припущаево
Припущаево — деревня в Талдомском районе Московской области России, входит в состав сельского поселения Ермолинское. Население — 28 чел. (2010).

## География
Деревня расположена на севере Московской области, в юго-восточной части Талдомского района, примерно в 10 км к юго-востоку от центра города Талдома, с которым связана прямым автобусным сообщением (маршруты № 26, 28, 29 и 34), в 2 км от автодороги, соединяющей районный центр с трассой Р104.
Ближайшие населённые пункты — деревни Доброволец, Пенкино и Пашино. Восточнее деревни находится участок «Дубненский болотный массив» государственного природного заказника «Журавлиная родина».

## Население
| 1859 | 1905 | 1926 | 2002 | 2006 | 2010 |
| ---- | ---- | ---- | ---- | ---- | ---- |
| 138  | ↗284 | ↗321 | ↘4   | ↗17  | ↗28  |

## История
В «Списке населённых мест» 1862 года — владельческая деревня 2-го стана Александровского уезда Владимирской губернии по правую сторону реки Дубны, к северу от Нушпольского болота, в 85 верстах от уездного города и 35 верстах от становой квартиры, при колодцах, с 19 дворами и 138 жителями (61 мужчина, 77 женщины).
По данным 1905 года входила в состав Нушпольской волости Александровского уезда, 44 двора, 284 жителя.
По материалам Всесоюзной переписи населения 1926 года — центр Припущаевского сельского совета Ленинской волости Ленинского уезда Московской губернии, в 8,5 км от Кашинского шоссе и 8,5 км от станции Талдом Савёловской железной дороги, проживал 321 житель (156 мужчин, 165 женщин), насчитывалось 61 хозяйство, из которых 50 крестьянских.
С 1929 года — населённый пункт в составе Ленинского района Кимрского округа Московской области.
Постановлением ЦИК и СНК от 23 июля 1930 года округа как административно-территориальные единицы были ликвидированы. Постановлением Президиума ВЦИК от 27 декабря 1930 года городу Ленинску было возвращено историческое наименование Талдом, а район был переименован в Талдомский.
1930—1963, 1965—1992 гг. — центр Припущаевского сельсовета Талдомского района.
1963—1965 гг. — центр Припущаевского сельсовета Дмитровского укрупнённого сельского района.
1992—1994 гг. — деревня Юркинского сельсовета Талдомского района.
1994—2006 гг. — деревня Юркинского сельского округа Талдомского района.
С 2006 г. — деревня сельского поселения Ермолинское Талдомского муниципального района Московской области.